# 中国工农红军北上抗日总指挥部旧址
中国工农红军北上抗日总指挥部旧址，位于福建省福州市罗源县白塔乡百丈村，是中国工农红军北上抗日先遣队攻打罗源县城时驻扎的总指挥部，2001年入选第三批罗源县文物保护单位。
中国工农红军北上抗日总指挥部旧址系清末土木结构的古民居，原为陈姓住户所有，总面积2428平方米，有面向不同方向的主楼和附属楼，四周围以风火墙。南北侧建有炮楼，北炮楼己毁。